# Domus de Castelvecchio
La domus de Castelvecchio en Verona es una domus de época romana, probablemente dispuesta en varios niveles de terrazas entre el río Adigio y la Vía Postumia, que fue descubierta durante la remodelación del jardín en cuyo centro se encuentra el Arco de los Gavi. Las excavaciones fueron dirigidas por la Soprintendenza y tuvieron lugar entre 2011 y 2013, en una zona situada fuera de las murallas romanas y que se creía desprovista de restos arqueológicos.

## Historia
La excavación en Piazzetta Montarone se inició a raíz de un proyecto del Ayuntamiento de Verona para reorganizar el jardín situado junto a Castelvecchio, en cuyo centro se reubicó el Arco de los Gavi en la década de 1930. El jardín está situado junto a la antigua Vía Postumia, fuera de las murallas romanas de Verona pero dentro del Adigetto, una antigua vía fluvial que marcaba el confín entre los sectores urbano y suburbano. Se encuentra, por tanto, en una zona de alto riesgo arqueológico y, de hecho, al inicio de las obras se detectó de inmediato la presencia de estructuras tanto romanas como medievales.
Inmediatamente al lado del Arco, a unos 2 metros por debajo del nivel de la calle, se encontró el elemento más interesante y mejor conservado de una domus romana, un suelo de mosaico policromado caracterizado por un motivo decorativo geométrico, que se depositó en el Museo de Castelvecchio. La Sala Boggian fue el espacio elegido para contener el suelo de mosaico, por ser uno de los pocos que no habían intervenido en la disposición del museo de Carlo Scarpa y porque desde esta sala es posible ver el Arco de los Gavi y el jardín en el que se descubrió la domus romana, pero al mismo tiempo el mosaico puede verse desde el jardín.

## Descripción

### Fase romana
Durante las excavaciones se hallaron varias estructuras pertenecientes a una domus romana de Edad Imperial, datada en torno al siglo II: en concreto, una serie de cinco habitaciones dispuestas a lo largo del lado occidental de un hipotético espacio de patio abierto. El espacio más relevante, en el que se encontraron restos de una preparación del suelo de opus signinum caracterizada por lascas de nivelación de mármol y con indicios de un revestimiento de losas de mármol, era probablemente el triclinio de la vivienda. En cuanto a las estructuras elevadas de este espacio, solo se conserva una parte en dirección oeste, sobre la que había fragmentos de fresco imitando un zócalo de mármol de Cipolin.
Al sur del triclinio se halló otra sala, interpretada como un pasadizo hacia un tercer espacio que se encontraba en buen estado de conservación. Aquí, de hecho, se encontró una gran parte de pavimento de mosaico, que consiste en una parte central de círculos secantes que crean el efecto de tréboles de cuatro hojas, que luego están encerrados por una línea amarilla continua, a continuación, una línea blanca, una línea negra, una línea blanca y, finalmente, un volante blanco. Este mosaico fue retirado posteriormente y se conserva en el Museo de Castelvecchio. En una última sala se encontraron finalmente restos de mampostería con un fresco de fondo rojo y finos tabiques amarillos y blancos, en cuyo interior hay elementos vegetales.
Durante las excavaciones y los estudios posteriores no fue posible hacer más deducciones sobre el plano de la domus, ya que las sucesivas transformaciones y demoliciones que tuvieron lugar en el lugar borraron diversa información y numerosas estructuras romanas. No obstante, se cree que la vivienda patricia estaba dispuesta en terrazas entre el Adigio y la Vía Postumia, y que pertenecía a una familia de alto rango.

### Fase medieval
La parte norte de la domus fue completamente eliminada debido a la posterior construcción de un complejo de edificios durante la Baja Edad Media, que a su vez fue dañado por la construcción de Castelvecchio y de las renacentistas. En concreto, se encontró una rampa de bajada y acceso al río, así como una cámara subterránea, de la que se conservan el suelo de ladrillo y parte de los muros perimetrales. Al norte de la cámara del sótano se encontró otra pequeña habitación con una abertura abovedada hacia el Adigio, caracterizada por un suelo de ladrillo dispuesto en espiga.

### Objetos encontrados
En estructuras de época romana se han encontrado diversos tipos de losas de pavimento y fragmentos de decoración mural pertenecientes a paneles con motivos florales y figurados. También fue relevante la presencia de fragmentos de cerámica común y ánforas orientales datables en torno a los siglos III-IV. Entre los materiales medievales encontrados, en cambio, figuran vasijas con asa en relieve, tapaderas y mayólicas arcaicas, que permiten datar las estructuras entre los siglos X y XII.